# 1973년 일본 시리즈
1973년 일본 시리즈(일본어: 1973年の日本シリーズ)는 1973년 10월 27일부터 11월 1일까지 열린 일본 프로 야구의 일본 시리즈 경기이다. 센트럴 리그 우승 팀인 요미우리 자이언츠가 총 5차례의 접전을 펼친 끝에 퍼시픽 리그 우승 팀 난카이 호크스를 누르고 4승 1패의 성적을 기록, 일본 프로 야구 사상 일본 시리즈 9년 연속 우승(일명 V9)을 제패하는 쾌거를 이뤄냈다.
MVP는 호리우치 쓰네오가 2년 연속으로 선정됐고, 감투상에는 노무라 가쓰야가 수상했다.

## 감독
| 소속 리그   | 소속              | 감독              |
| ----------- | ----------------- | ----------------- |
| 센트럴 리그 | 요미우리 자이언츠 | 가와카미 데쓰하루 |
| 퍼시픽 리그 | 난카이 호크스     | 노무라 가쓰야     |

## 경기 일정
- 1차전 : 10월 27일
- 2차전 : 10월 28일
- 3차전 : 10월 30일
- 4차전 : 10월 31일
- 5차전 : 11월 1일

## 경기 기록
| 일시                                     | 경기   | 원정팀(선공)      | 스코어 | 홈팀(후공)        | 개최 구장     | 개시 시각 | 경기 시간  | 관중수   |
| ---------------------------------------- | ------ | ----------------- | ------ | ----------------- | ------------- | --------- | ---------- | -------- |
| 10월 27일(토)                            | 1차전  | 요미우리 자이언츠 | 3 - 4  | 난카이 호크스     | 오사카 구장   | 13시 00분 | 2시간 49분 | 27,027명 |
| 10월 28일(일)                            | 2차전  | 요미우리 자이언츠 | 3 - 2  | 난카이 호크스     | 오사카 구장   | 13시 34분 | 3시간 28분 | 28,135명 |
| 10월 29일(월)                            | 이동일 | 이동일            | 이동일 | 이동일            | 이동일        | 이동일    | 이동일     | 이동일   |
| 10월 30일(화)                            | 3차전  | 난카이 호크스     | 2 - 8  | 요미우리 자이언츠 | 고라쿠엔 구장 | 13시 00분 | 2시간 34분 | 34,713명 |
| 10월 31일(수)                            | 4차전  | 난카이 호크스     | 2 - 6  | 요미우리 자이언츠 | 고라쿠엔 구장 | 13시 00분 | 2시간 51분 | 38,270명 |
| 11월 1일(목)                             | 5차전  | 난카이 호크스     | 1 - 5  | 요미우리 자이언츠 | 고라쿠엔 구장 | 13시 00분 | 2시간 47분 | 37,671명 |
| 우승: 요미우리 자이언츠(9년 연속 15번째) |        |                   |        |                   |               |           |            |          |

## 일본 시리즈 경기 결과

### 1차전
- 10월 27일 - 오사카 구장

| 팀 | 1 | 2 | 3 | 4 | 5 | 6 | 7 | 8 | 9 | R | H | E |
| 요미우리 | 0 | 2 | 0 | 0 | 0 | 0 | 0 | 1 | 0 | 3 | 5 | 2 |
| 난카이 | 0 | 0 | 1 | 0 | 0 | 0 | 0 | 3 | X | 4 | 5 | 0 |
| 승리 투수: 에모토 다케노리(1-0) 패전 투수: 다카하시 가즈미(0-1) 홈런: 요미우리 – 도이 쇼조(2회 2점), 모리 마사히코(8회 1점) |   |   |   |   |   |   |   |   |   |   |   |   |

### 2차전
- 10월 28일 - 오사카 구장(연장 11회)

| 팀                                                                                                  | 1 | 2 | 3 | 4 | 5 | 6 | 7 | 8 | 9 | 10 | 11 | R | H | E |
| 요미우리                                                                                            | 0 | 0 | 0 | 1 | 0 | 1 | 0 | 0 | 0 | 0  | 1  | 3 | 9 | 0 |
| 난카이                                                                                              | 0 | 1 | 0 | 0 | 0 | 0 | 1 | 0 | 0 | 0  | 0  | 2 | 5 | 1 |
| 승리 투수: 호리우치 쓰네오(1-0) 패전 투수: 사토 미치오(0-1) 홈런: 요미우리 – 우에다 다케시(6회 1점) |   |   |   |   |   |   |   |   |   |    |    |   |   |   |

### 3차전
- 10월 30일 - 고라쿠엔 구장

| 팀 | 1 | 2 | 3 | 4 | 5 | 6 | 7 | 8 | 9 | R | H  | E |
| 난카이 | 0 | 0 | 0 | 0 | 0 | 0 | 1 | 0 | 1 | 2 | 6  | 0 |
| 요미우리 | 0 | 0 | 2 | 0 | 1 | 2 | 1 | 2 | X | 8 | 11 | 0 |
| 승리 투수: 호리우치 쓰네오(2-0) 패전 투수: 마쓰하라 아키오(0-1) 홈런: 난카이 – 가도타 히로미쓰(7회 1점) 요미우리 – 호리우치 쓰네오(3회 1점, 6회 2점) |   |   |   |   |   |   |   |   |   |   |    |   |

### 4차전
- 10월 31일 - 고라쿠엔 구장

| 팀 | 1 | 2 | 3 | 4 | 5 | 6 | 7 | 8 | 9 | R | H | E |
| 난카이                                                                                                | 0 | 0 | 0 | 0 | 0 | 2 | 0 | 0 | 0 | 2 | 7 | 4 |
| 요미우리                                                                                              | 3 | 1 | 0 | 0 | 1 | 0 | 0 | 1 | X | 6 | 7 | 0 |
| 승리 투수: 다카하시 가즈미(1-1) 패전 투수: 에모토 다케노리(1-1) 홈런: 요미우리 – 오 사다하루(5회 1점) |   |   |   |   |   |   |   |   |   |   |   |   |

### 5차전
- 11월 1일 - 고라쿠엔 구장

| 팀                                                                                                  | 1 | 2 | 3 | 4 | 5 | 6 | 7 | 8 | 9 | R | H | E |
| 난카이                                                                                              | 1 | 0 | 0 | 0 | 0 | 0 | 0 | 0 | 0 | 1 | 7 | 2 |
| 요미우리                                                                                            | 2 | 0 | 1 | 0 | 0 | 0 | 2 | 0 | X | 5 | 6 | 1 |
| 승리 투수: 구라타 마코토(1-0) 패전 투수: 니시오카 산시로(0-1) 홈런: 요미우리 – 오 사다하루(1회 2점) |   |   |   |   |   |   |   |   |   |   |   |   |

## 수상 선수
- MVP·최우수 투수상 : 호리우치 쓰네오(요미우리)
- 감투상 : 노무라 가쓰야(난카이)
- 타격상 : 스에쓰구 다미오(요미우리)
- 기능상 : 오 사다하루(요미우리)
- 우수 선수상 : 다카다 시게루(요미우리)

## 같이 보기
- 1973년 퍼시픽 리그 플레이오프